# Titularbistum Hieron
Hieron (ital.: Geron) ist ein Titularbistum der römisch-katholischen Kirche. 
Es geht zurück auf ein ehemaliges Bistum der gleichnamigen antiken und byzantinischen Stadt in der kleinasiatischen Landschaft Karien im Südwesten der heutigen Türkei, das der Kirchenprovinz Stauropolis angehörte.
| Titularbischöfe von Hieron |                                             |                                                |                   |                   |
| Nr.                        | Name                                        | Amt                                            | von               | bis               |
| 1                          | Theodor Breher OSB (Theodor Hermann Breher) | Apostolischer Vikar von Yenki (Republik China) | 13. April 1937    | 11. April 1946    |
| 2                          | John Louis Morkovsky                        | Weihbischof in Amarillo (Texas, USA)           | 22. Dezember 1955 | 18. März 1959     |
| 3                          | Léo Blais                                   | Weihbischof in Montréal (Kanada)               | 18. März 1959     | 21. Januar 1991   |
| 4                          | Gerard Clifford                             | Weihbischof in Armagh (Irland)                 | 25. März 1991     | 12. Dezember 2016 |
| 5                          | Michael Boulette                            | Weihbischof in San Antonio (USA)               | 23. Januar 2017   |                   |